# Waldau (Neudrossenfeld)

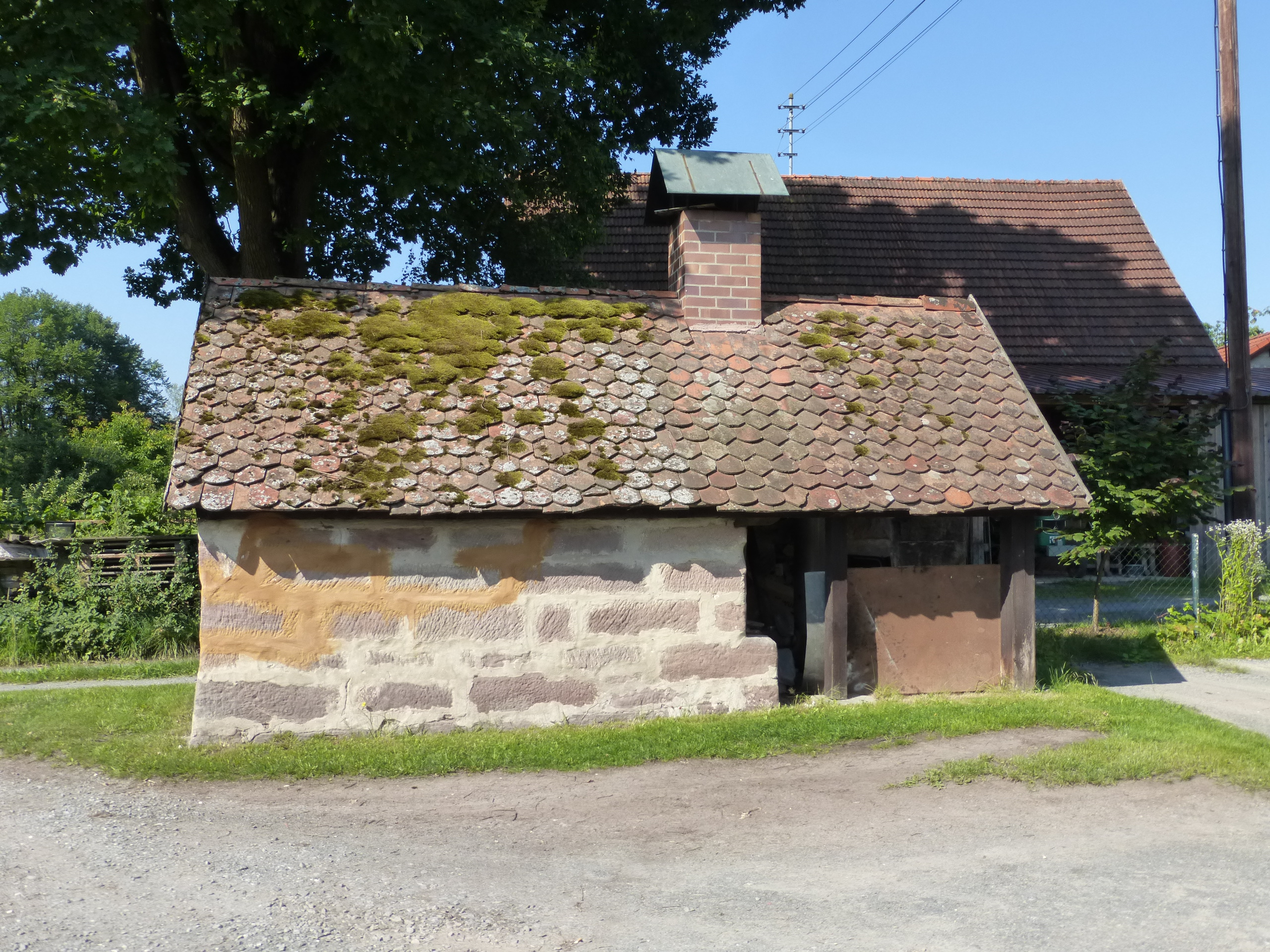
Backhaus

Waldau (oberfränkisch: Woldah) ist ein Gemeindeteil der Gemeinde Neudrossenfeld im Landkreis Kulmbach (Oberfranken, Bayern). Waldau liegt in der Gemarkung Lindau.

## Geographie
Das Dorf Waldau liegt in einer flachhügeligen Landschaft bestehend aus Acker- und Grünland. Im Norden wird der Ort von der Bundesautobahn 70 tangiert. Jenseits der Autobahn befindet sich die bewaldete Anhöhe Hohenberg (484 m ü. NHN), die zum Obermainischen Hügelland zählt. Durch Waldau fließt der Schlitterbach, der etwas weiter nordöstlich als linker Zufluss in die Trebgast mündet. Die Kreisstraße KU 11 führt nach Neudrossenfeld (2,4 km südwestlich) bzw. am Fohlenhof und Heidelmühle vorbei zur Staatsstraße 2183 (1,8 km nordöstlich). Eine Gemeindeverbindungsstraße führt nach Schwingen (3 km nordwestlich).

## Geschichte
Waldau ist eine herrschaftliche Plansiedlung, die im 12. Jahrhundert angelegt wurde. 1398 wurde der Ort als „Waldaw“ erstmals urkundlich erwähnt. Waldau war ursprünglich ein Flurname, der ein an der Aue gelegenes Waldgebiet bezeichnete.
Waldau bildete mit Hainbühl eine Realgemeinde. Gegen Ende des 18. Jahrhunderts bestand Waldau aus 35 Anwesen (24 Güter, 5 Halbgüter, 3 Gütlein, 2 Sölden, 1 Tropfhaus). Das Hochgericht übte das bayreuthische Stadtvogteiamt Kulmbach aus. Dieses hatte zugleich die Dorf- und Gemeindeherrschaft. Das Kastenamt Kulmbach war Grundherr sämtlicher Anwesen.
Von 1797 bis 1810 unterstand der Ort dem Justiz- und Kammeramt Kulmbach. Mit dem Gemeindeedikt wurde Waldau dem 1811 gebildeten Steuerdistrikt Lindau und der 1812 gebildeten gleichnamigen Ruralgemeinde zugewiesen. Am 1. Januar 1972 wurde Waldau im Zuge der Gebietsreform in Bayern nach Neudrossenfeld eingegliedert.

### Baudenkmäler
In der Bayerischen Denkmalliste sind 9 Baudenkmäler aufgeführt:
- Drei Wohnhäuser
- Zwei Hauszeichen-Tafeln
- Zwei Türrahmungen
- Backofen
- Keilstein

### Einwohnerentwicklung
| Jahr      | 001809 | 001818 | 001861 | 001871 | 001885 | 001900 | 001925 | 001950 | 001961 | 001970 | 001987 |
| Einwohner | 280    | 232    | 314    | 308    | 327    | 307    | 302    | 359    | 283    | 275    | 232    |
| Häuser    |        | 40     |        |        | 49     | 55     | 49     | 54     | 58     |        | 66     |
| Quelle    | [ 11 ] | [ 8 ]  | [ 12 ] | [ 13 ] | [ 14 ] | [ 15 ] | [ 16 ] | [ 17 ] | [ 18 ] | [ 19 ] | [ 1 ]  |

## Religion
Waldau ist seit der Reformation evangelisch-lutherisch geprägt und nach Neudrossenfeld gepfarrt.